# Домниц
Домниц (нем. Domnitz) — посёлок в Германии, в земле Саксония-Анхальт, входит в район Зале в составе городского округа Веттин-Лёбеюн.
Население составляет 656 человек (на 27 апреля 2015 года). Занимает площадь 17,08 км².

## История
Первое упоминание о поселении относится к 1137 году, в записях замка Веттинов.
До 2011 года образовывал собственную коммуну, куда также входили деревни: Дорниц (нем. Dornitz, 51°38′23″ с. ш. 11°48′40″ в. д.) и Далена (нем. Dalena, 51°38′48″ с. ш. 11°50′28″ в. д.).
1 января 2011 года, после проведённых реформ, Домниц вошёл в состав нового городского округа Веттин-Лёбеюн в качестве района. В этот район также вошли Дорниц и Далена.

## Галерея

Домниц на карте коммуны
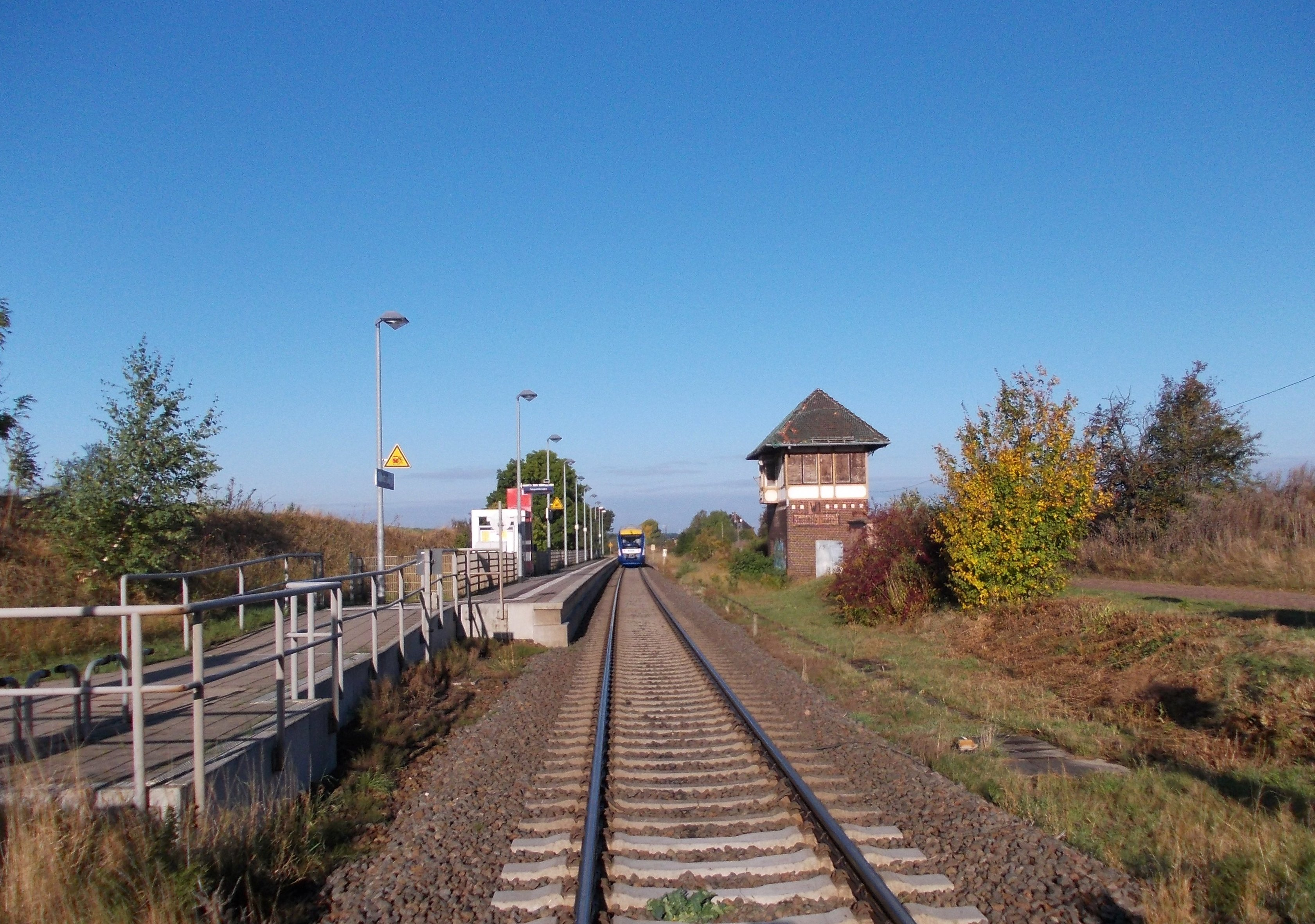
Ж/д платформа Домница
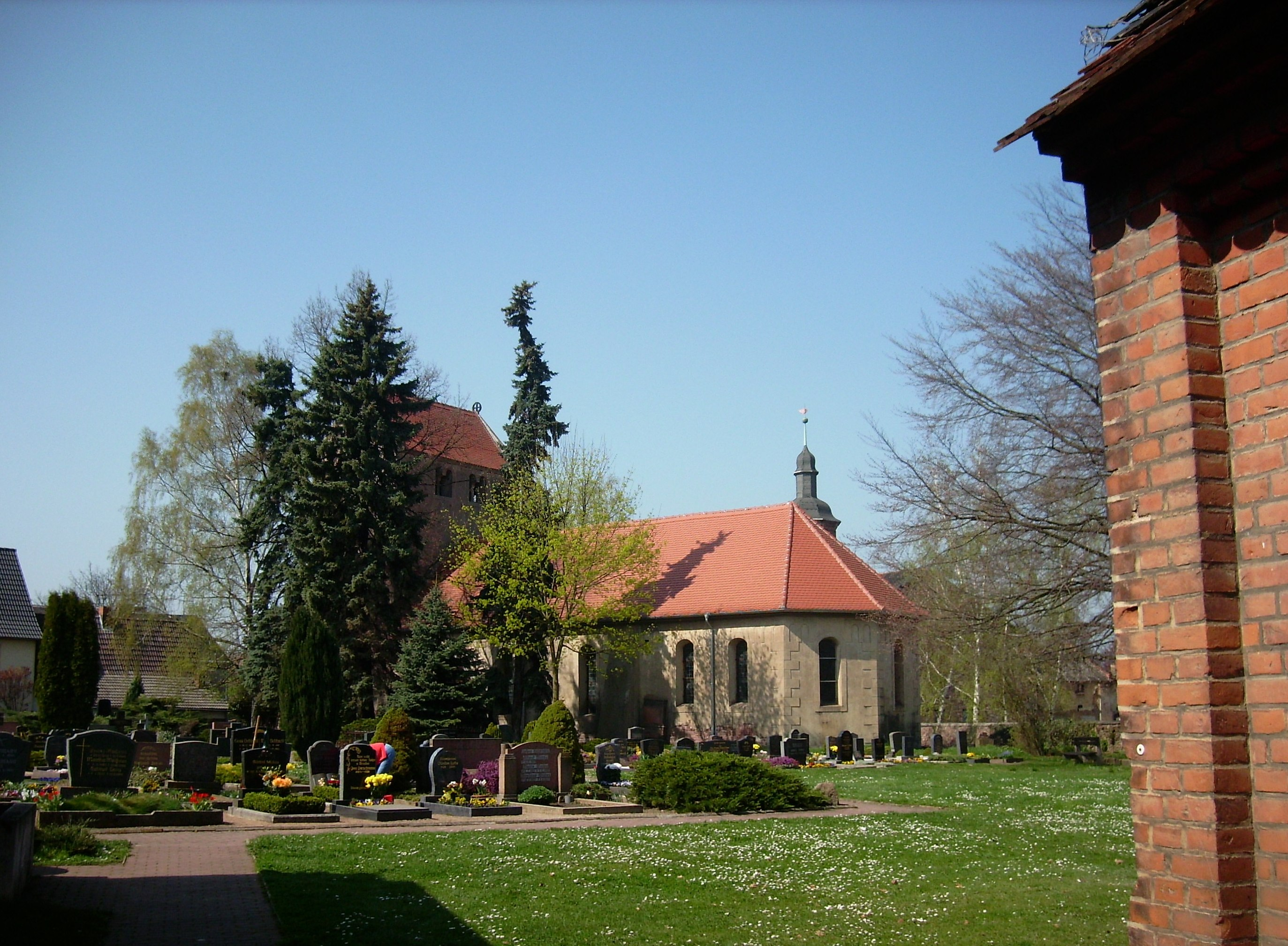
Церковь Святого Иоанна в Домнице
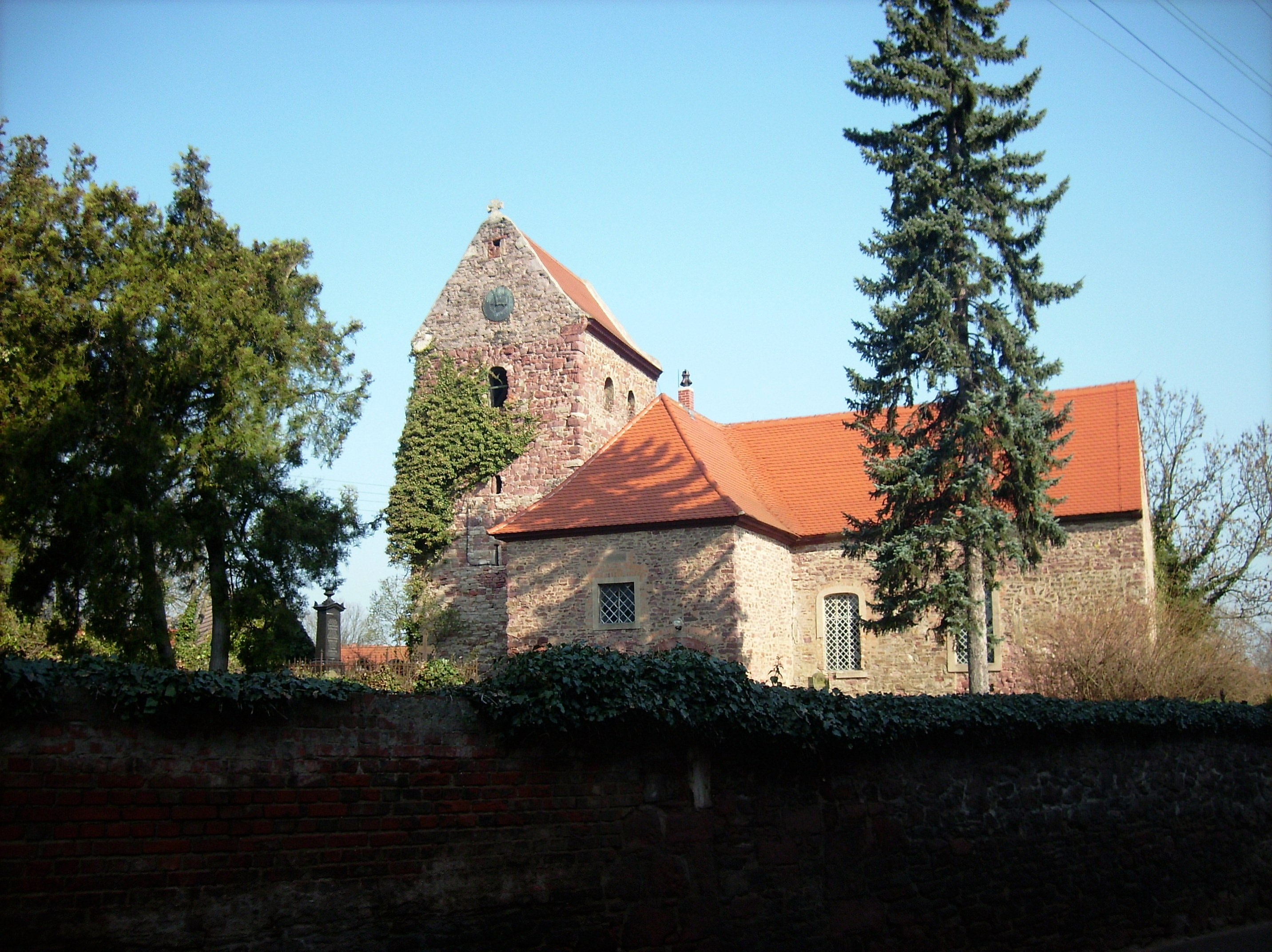
Церковь в Дорнице